# Nazionale maschile di rugby a 7 del Galles
La nazionale di rugby a 7 del Galles è la selezione che rappresenta il Galles a livello internazionale nel rugby a 7. Partecipa regolarmente a tutti i tornei delle World Rugby Sevens Series, alla Coppa del Mondo di rugby a 7 e ai Giochi del Commonwealth. Ha vinto una Coppa del Mondo nel 2009 sconfiggendo in finale l'Argentina 19-12.
Per un breve periodo, a partire dal 2003, la nazionale gallese è stata sciolta dalla Welsh Rugby Union a causa di problemi economici. È stata poi ricostituita nel 2006 in occasione dei Giochi del Commonwealth disputati a Melbourne. Tra i giocatori più noti che hanno vestito la maglia della nazionale gallese di rugby a 7 figurano Lee Byrne e James Hook.

## Palmarès
- Coppa del Mondo di rugby a 7: 1

2009

## Partecipazioni ai principali tornei internazionali
- 1993: semifinale Plate
- 1997: quarti di finale Plate
- 2001: semifinale Plate
- 2005: n.p.
- 2009:  1º posto
- 2013: quarti di finale
- 2018: 11º posto

- 1999-00: n.p.
- 2000-01: 9º posto
- 2001-02: 8º posto
- 2002-03: 9º posto
- 2003-04: 11º posto
- 2004-05: n.p.
- 2005-06: 11º posto
- 2006-07: 6º posto
- 2007-08: 8º posto
- 2008-09: 9º posto
- 2009-10: 9º posto
- 2010-11: 7º posto
- 2011-12: 8º posto
- 2012-13: 7º posto
- 2013-14: 11º posto
- 2014-15: 12º posto
- 2015-16: 12º posto
- 2016-17: 10º posto
- 2017-18: 14º posto
- 2018-19: 14º posto
- 2019-20: 15º posto

- 1998: quarti di finale
- 2002: semifinale Plate
- 2006: vincitore Plate
- 2010: semifinale Plate
- 2014: finalista Plate
- 2018: 7º posto

- 2012: 5º posto
- 2013: 6º posto
- 2014: 7º posto
- 2015: 7º posto
- 2016: n.p.
- 2017: 4º posto
- 2018: 8º posto
- 2019: 6º posto